# Gheorghi Gospodinov
Gheorghi Gospodinov Gheorghiev (în bulgară: Георги Господинов Георгиев; n. 7 ianuarie 1968, Iambol, Bulgaria) este un scriitor bulgar care scrie proză, poezie, dramă, precum și scenarii. Mai multe dintre lucrările sale au fost publicate la nivel internațional, printre care și romanul său de debut Un roman natural, ce a fost tradus în 23 de limbi. Gospodinov trăiește și lucrează în Sofia.

## Viață
Gospodinov a obținut un prestigiu internațional prin romanul său de debut Un roman natural (1999). Revista The Times îl descrie ca o „lucrare plină de umor, melancolică și extrem de idiosincratică”.
Gospodinov a scris, de asemenea, două piese de teatru, printre care, D. J. (prescurtarea pentru Don Juan), care a fost reprezentată la Sofia în 2004. Aceasta a câștigat premiul pentru cea mai bună piesă a anului și a fost, de asemenea reprezentată, în Franța și Austria.
Gospodinov scrie regulat cronici pentru cotidianul bulgar Dnevnik și pentru Deutsche Welle și este un editor activ al revistei literare bulgare Literaturen vestnik.

## Opera
Cărți de poezie
- Lapidarium (Лапидариум, 1992)
- Cireașa unui popor (Чeрешата на един народ/Cereșata na edin narod, 1996)
- Scrisori către Gaustin (Писма до Гаустин/Pisma do Gaustin, 2003)
- Balade și maladii (Балади и разпади/Baladi i razpadi, 2007)

Romane
- Un roman natural (Естествен роман/ Estestven roman, 1999) 
  - în limba română: Un roman natural, Chișinău, Editura Cartier, 2011, ISBN 978-9975-79-706-1
- Fizica melancoliei (Физика на тъгата, 2011)

Povestiri
- Și alte povestiri (И други истории/I drughi istorii, 2001)